# 軟弱野菜

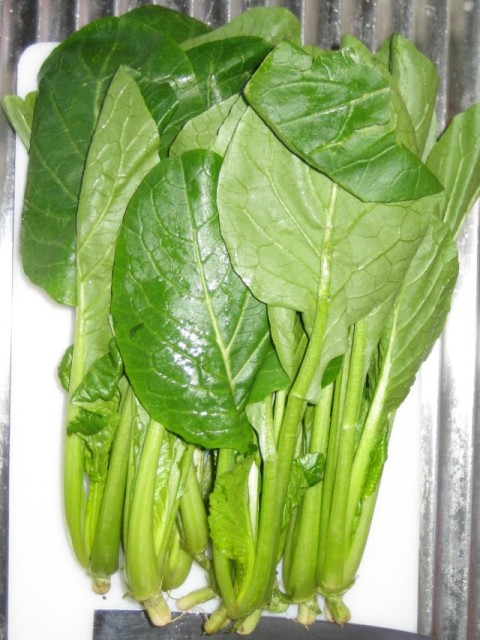
軟弱野菜の一種、コマツナ

軟弱野菜（なんじゃくやさい）とは、野菜のうち収穫から急速にいたみはじめる野菜のこと。青物に多い。
ホウレンソウ、シュンギク、葉ネギ、コマツナ、チンゲンサイ、もやし、ミズナ他などが典型である。これらの野菜の特徴は上記にあるように、収穫から急速に品質が落ちることである。それゆえ保存が利かない。すぐに出荷し、店頭に並べなければならないなど、他の野菜に比べて時間的制約が大きいのが特徴である。そのため、生産地は消費地の近郊に集中する傾向がある。近郊農業の典型的作物である。